# Vasile Tiță
Vasile Tiţă (Bucarest, 21 de febrero de 1928-Bucarest, 24 de junio de 2013) fue un boxeador de peso mediano rumano. Consiguió la medalla de plata en su primer torneo internacional, los Juegos Olímpicos de Helsinki 1952, perdiendo en la final ante Floyd Patterson. En los siguientes años, compitió en el Campeonato Europeo, donde consiguió su mejor resultado en los cuartos de final en 1955. En su país, consiguió siete títulos consecutivos entre 1951 y 1957, seis de hasta 71 kg y uno de hasta 75 kg. Murió a la edad de 85 años después de sufrir Alzheimer durante una década.

## Record olímpico
Vasile Tiţă compitió en los Juegos Olímpicos de 1952 en la categoría de peso medio. Estos fueron sus resultados:
- Primera ronda: venció William Bernard Tynan Duggan de Irlanda por descalificación en el tercer asalto.
- Segunda ronda: venció a Nelson de Paula Andrade de Brasil por descalificación en el segundo asalto.
- Cuartos de final: venció a Walter Sentimenti de Italia por KO técnico en el tercer asalto.
- Semifinal: venció a Boris Nikolov de Bulgaria por decisión unánime.
- Final:  derrotado por Floyd Patterson de los Estados Unidos por KO en el primer asalto.